# Школа № 1515
Школа № 1515 города Москвы — среднее общеобразовательное учебное заведение. До 1994 года — школа № 831, с 1994 по 2017 годы - гимназия 1515. 
C 1986 года в школе появляются физико-математический и гуманитарный профили. С 2006 года гимназия включена в эксперимент «Внедрение исследовательских методов в гимназическое образование». В ноябре 2011 года школа вошла в официальный рейтинг лучших школ Москвы, заняв в нём 54 место, и получила от столичных властей грант — 5 миллионов рублей. 
По итогам рейтинга вклада школ Москвы в качественное образование московских школьников в 2017-2018 учебного года школа заняла 338 место из 399 возможных.
C 1976 года в школе действует музей Г. К. Жукова. Часть материалов передала музею его дочь М. Г. Жукова.
На базе гимназии действует ресурсный центр. Гимназия включена в экспериментальную образовательную программу Северо-Западного округа «Северо-Запад — научное будущее России: воспроизводство фундаментальной науки и стратегические типы занятости молодежи». Также в гимназии есть конструкторская секция «Ядерно-водородная энергетика», где разрабатывается проект «Построение водородного города».